# Teresita Reyes
María Teresita de Jesús Reyes Aleuanlli (Osorno, Los Lagos, 4 de febrero de 1950-Providencia, Santiago, 24 de mayo de 2025) fue una actriz chilena.

## Biografía
Nació el 4 de febrero de 1950 en Osorno. Era de ascendencia palestina por parte materna. Tras el abandono de sus padres, fue criada por su abuela materna María. A los 14 años, Teresita Reyes se trasladó a Ñuñoa junto a su familia.
Realizó sus estudios secundarios en el Colegio Universitario El Salvador. En 1968, ingresó inicialmente a la carrera de Derecho en la Pontificia Universidad Católica de Chile (PUC), donde estudió durante dos años. En 1970, se trasladó a la Escuela de Arte de las Comunicaciones (EAC) de la misma universidad, para estudiar Teatro, carrera de la cual abandonó en diciembre de 1972. Egresó en 1979. 

## Carrera artística
Su debut fue en la obra La Celestina (1972), dirigida por Gustavo Meza, de la compañía de teatro Del Ángel, mientras era estudiante de segundo año. En el mismo año, obtuvo un papel en La Remolienda, donde compartió escena con Bélgica Castro y Ana González.
Debutó en televisión en 1981 con la telenovela Villa Los Aromos, iniciando una sólida carrera en la pantalla chica. En sus primeros años, participó en roles secundarios en telenovelas de Televisión Nacional de Chile. Entre 1994 y 1997 trabajó por proyectos en Canal 13, y en 1998 se unió a las producciones de Herval Abreu en Megavisión, ampliando su visibilidad hasta el año 2000.
En 2003 regresó a Canal 13 con un destacado rol en Machos, lo que marcó una etapa de gran popularidad. Bajo la producción de Verónica Saquel, actuó en éxitos como Brujas (2005) y Papi Ricky (2007), convirtiéndose además en rostro publicitario. Su vínculo con el canal finalizó en 2010 con Primera dama.
En 2011 volvió a TVN para integrarse a Esperanza y en 2012 firmó contrato por dos años para actuar en producciones de María Eugenia Rencoret. En 2014 se unió a Mega, donde continuó su carrera en las telenovelas de la misma ejecutiva.

## Vida personal

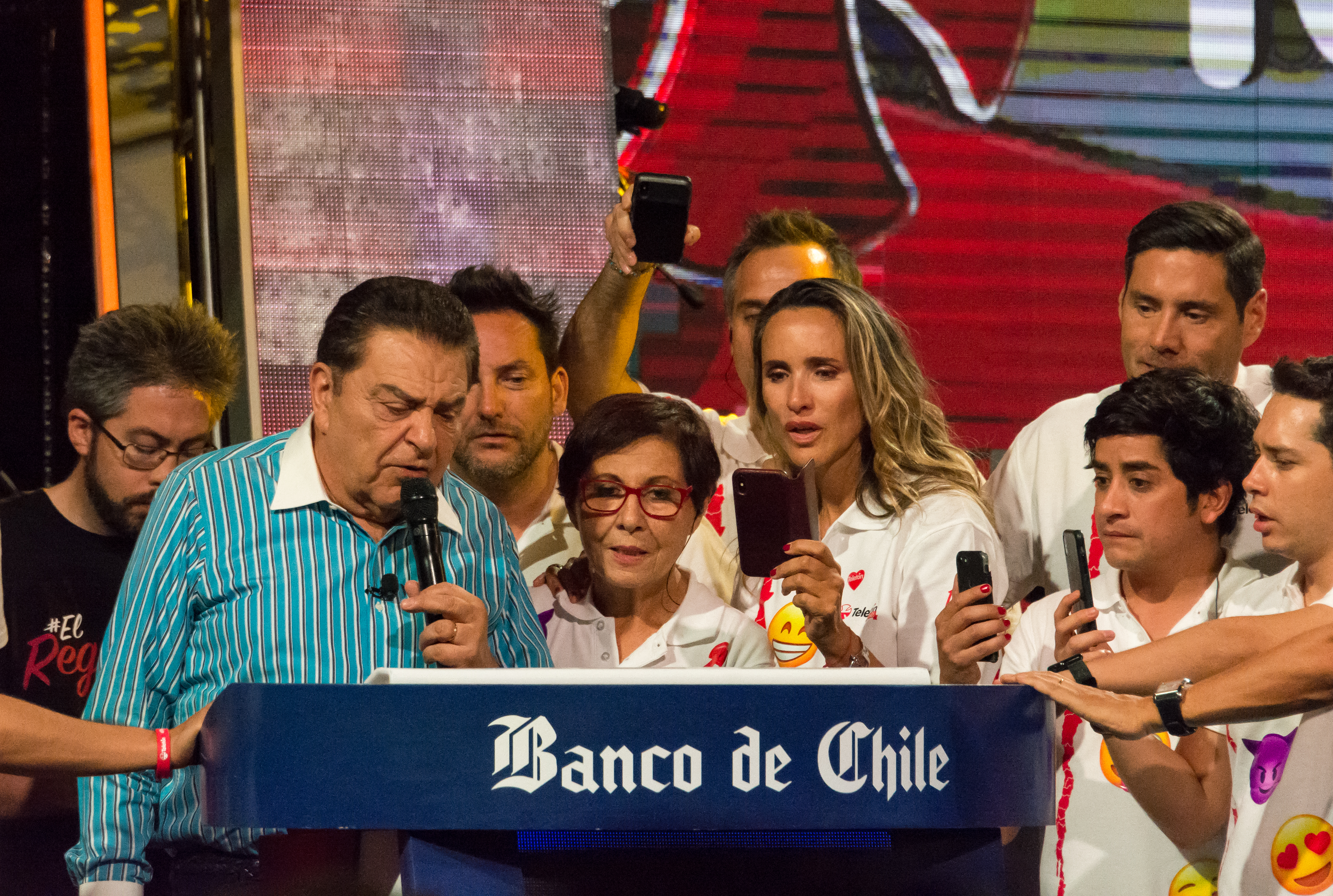
Teresita Reyes en Teletón en 2018.

El 22 de septiembre de 1973, Teresita Reyes contrajo matrimonio con el palestino Jorge Giacaman, con quien tuvo cuatro hijos; Jorge (nacido en 1974), Teresita, Carolina y Francisca. La familia Giacaman Reyes posee su residencia en San José de Maipo. Giacaman falleció a causa de un infarto agudo de miocardio en febrero de 2016.

## Fallecimiento
El 3 de mayo de 2025, se reveló que Teresita Reyes padecía cáncer en la mandíbula y el estómago. Al día siguiente, la familia confirmó el diagnóstico e informó su hospitalización. La actriz fue sometida a cirugía en abril y quimioterapia a inicios de mayo. El 20 de mayo, su familia anunció complicaciones en su salud. Falleció durante la madrugada del 24 de mayo de 2025 en la Clínica Santa María.

## Filmografía
| Año  | Título                 | Papel             | Director             |
| ---- | ---------------------- | ----------------- | -------------------- |
| 1987 | Sussi                  |                   | Gonzalo Justiniano   |
| 2001 | Te amo (Made in Chile) | Juana             | Sergio Castilla      |
| 2001 | Kuma Channel           |                   | Fernando Mecklenburg |
| 2004 | Promedio rojo          | Madre de Rodrigo  | Nicolás López        |
| 2007 | El brindis             | Sandra            | Shai Agosin          |
| 2007 | Normal con alas        | Jovita Maulen     | Coca Gómez           |
| 2008 | Santos                 | Madre de Busiek   | Nicolás López        |
| 2013 | Apio verde             | Madre de Adriana  | Francesc Morales     |
| 2015 | Alma                   | Cliente           | Diego Rougier        |
| 2016 | Suficiente coraje      |                   | John E. Robertson    |
| 2019 | Apego                  | Julia             | Patricia Velásquez   |
| 2024 | El lugar de la otra    | Madre Anunciación | Maite Alberdi        |

| Año       | Título                   | Papel                   | Canal    |
| --------- | ------------------------ | ----------------------- | -------- |
| 1981      | Villa Los Aromos         | Zenobia Sanjurjo        | TVN      |
| 1987      | Mi nombre es Lara        | María Alvarado          | TVN      |
| 1988      | Bellas y audaces         | Sabina Ponce            | TVN      |
| 1994      | Top secret               | Corina Díaz             | Canal 13 |
| 1995      | El amor esta de moda     | Lucía                   | Canal 13 |
| 1996      | Marrón glacé, el regreso | Maclovia                | Canal 13 |
| 1997      | Playa salvaje            | Myriam                  | Canal 13 |
| 1998      | A todo dar               | Brígida Cruz            | Mega     |
| 1999      | Algo está cambiando      | Sufrida Galindo         | Mega     |
| 2001      | Piel canela              | Victoria Chandía        | Canal 13 |
| 2003      | Machos                   | Imelda Robles           | Canal 13 |
| 2004      | Hippie                   | Celia Moya «Mama Chela» | Canal 13 |
| 2005      | Brujas                   | Irene León              | Canal 13 |
| 2005      | Gatas y tuercas          | Enriqueta               | Canal 13 |
| 2006      | Descarado                | Victoria Peña           | Canal 13 |
| 2007      | Papi Ricky               | Olga Cuevas             | Canal 13 |
| 2008      | Lola 2                   | Cecilia                 | Canal 13 |
| 2009      | Corazón rebelde          | Sandra Murua            | Canal 13 |
| 2010      | Primera dama             | Engracia Sánchez        | Canal 13 |
| 2011      | Esperanza                | Carmen Salazar          | TVN      |
| 2012      | Dos por uno              | Lucía Santos            | TVN      |
| 2013-2014 | El regreso               | Nina Abdhala «La Turca» | TVN      |
| 2015      | Eres mi tesoro           | Delia Contreras         | Mega     |
| 2016      | Pobre gallo              | Gloria Ramírez          | Mega     |
| 2016-2017 | Amanda                   | Yolanda Salgado         | Mega     |
| 2018      | Verdades ocultas         | Gabriela Marín          | Mega     |
| 2019-2020 | Yo soy Lorenzo           | Rosa Jaramillo          | Mega     |
| 2021-2022 | Pobre novio              | Bella Martínez          | Mega     |
| 2022      | La ley de Baltazar       | Madre Agustina          | Mega     |
| 2023-2024 | Como la vida misma       | Hilda Torres            | Mega     |

| Año       | Título                   | Papel             | Director |
| --------- | ------------------------ | ----------------- | -------- |
| 1997      | Las historias de Sussi   | Marina            | TVN      |
| 1999-2000 | La otra cara del espejo  | Teresa / Herminda |          |
| 2007      | Dinastía Sá Sa           | Irene León        | Canal 13 |
| 2012      | Vida por vida            | Mariana           | Canal 13 |
| 2012      | Cobre                    | Madame Gigi       | Mega     |
| 2022      | Paola y Miguelito        | Totó              | Mega     |
| 2023      | Cecilia, la incomparable | Abuela de Cecilia | TVN      |

### Programas de televisión
- 1972: La Celestina Teleteatro (Canal 9)
- 1979: Teatro como en el Teatro (Canal 9) - varios
- 1983: La hora de Juan Pérez (Canal 13) - Gómez
- 1995-1996: Teatro en Canal 13 (Canal 13) - varios personajes
- 1997: Na que ver con Chile (Canal 13) - varios personajes
- 1999: Jappening con Ja (Megavisión) - Cotota
- Hola, Andrea (Mega) - Panelista y actriz de la serie
- Diagnóstico (Canal 13) - Seguimiento a su cirugía
- Con ustedes (Canal 13) - Panelista
- 2006: Cada día mejor (La Red) - Invitada
- 2009: Fiebre de baile (Chilevisión) - Concursante
- 2010: Acoso textual (Canal 13) - Panelista
- 2018: Teletón (Anatel) - Telefonista
- Pollo en conserva (La Red) - Panelista
- Fiebre de Baile (Chilevisión) - Participante
- Sólo ellas (Telecanal) - Panelista (reemplazo)
- La tercera es la vencida (Telecanal) - Conductora (fue anunciado, pero nunca salió al aire)
- Juga2 (TVN) - Participante
- Buenos días a todos (TVN) - Invitada
- Vitamina V (TVN) - Invitada
- Zona de Estrellas (Zona Latina) - Invitada
- 2021: De tú a tú (Canal 13) - Invitada
- 2022: Síganme los buenos (Vive) - Invitada
- 2022: Pero con respeto (Chilevisión) - Invitada
- 2022: PH: Podemos Hablar (Chilevisión) - Invitada
- 2022: Socios de la parrilla (Canal 13) - Invitada
- 2023: Conexión única (13C) - Invitada
- 2023: Buenas noches a todos (TVN) - Invitada
- 2023: Sin culpa (TV+) - Invitada
- 2024: Todo va a estar bien (Vía X) - Invitada
- 2024: La divina comida (Chilevisión) - Participante
- 2024: Top Chef VIP Chile (Chilevisión) - Participante
- 2025: Te invito (Mega) - Invitada

## Teatro
- 1972: La celestina (Teatro del Ángel)
- 1972: La remolienda (Teatro del Ángel)
- 1979: Rosa de ensueño (Teatro UC)
- 1989: La remolienda (Teatro Municipal de Viña del Mar)
- 1995: Sorpresas (Teatro Bellavista)
- 1996: Romeo y Julieta (Teatro UC)
- 2001: Cita a ciegas (Anfiteatro Lo Castillo)
- 2002: Monólogos de la vagina (Anfiteatro Lo Castillo)
- 2010: La pérgola de las flores (Teatro Teletón)
- 2011: Las preciosas ridículas (Teatro Alcalá)
- 2012: Día de la madre (Teatro San Ginés)
- 2012: La remolienda
- 2019: Piratas del caribe, el musical  (Mallplaza)

## Reconocimientos
- 2004: Distinción por la Federación de Mujeres para la Paz Mundial.
- 2012: Distinción a la trayectoria por la Municipalidad de Osorno.[16]
- 2020: Nombrada “madrina histórica” por el Festival de Cine de Lebu.[17]